# Meet the Residents
Albums de The Residents
The Third Reich 'n' Roll
(1976)
Meet the Residents est le premier album du groupe de musique expérimentale The Residents. Le disque fut sorti en 1974 par Ralph Records. La couverture est une parodie de Meet The Beatles!, le premier album des Beatles sorti aux États-Unis. Les rééditions futures de cet album ne comportaient plus cette couverture qui avait provoqué à l'époque les foudres d'EMI et de Capitol Records. 
Toutefois, le disque comportait tout de même une allusion parodique aux Beatles. En effet, au verso de l'album, les Residents étaient mentionnés sous les noms de John Crawfish, George Crawfish, Paul McCrawfish, and Ringo Starfish, avec des images de crustacés habillés des costumes des Beatles. L'introduction musicale de l'album (le morceau "Boots") commence également par une parodie : une citation mélodiquement et verbalement désarticulée de la chanson These Boots Are Made for Walkin' de Lee Hazlewood.
L'année de sa sortie, il ne s'est vendu en tout que 40 exemplaires de Meet The Residents, la plupart ayant été retournés à l'éditeur.
La réédition de 1988 comprenait quatre titres supplémentaires issus du double single Santa Dog sorti en 1972. Une seconde réédition (dite "pREServed") réalisée en 2018 est constituée de deux CD comprenant le mix original de 1974 et le mix stéréo de 1977 (peut-être à la manière des deux versions existants de Meet the Beatles! ) et plus d'une vingtaine de morceaux ou d'ébauches jusqu'alors inédits, tous réalisés en 1972 et 1973.

## Titres
1. Boots – 0:53
2. Numb Erone – 1:07
3. Guylum Bardot – 1:21
4. Breath and Length – 1:42
5. Consuelo's Departure – 0:59
6. Smelly Tongues – 1:47
7. Rest Aria – 5:09
8. Skratz – 1:42
9. Spotted Pinto Bean – 5:27
10. Infant Tango – 5:27
11. Seasoned Greetings – 5:13
12. N-er-gee (Crisis Blues) – 7:16
  - Titres bonus (réédition CD de 1988)
13. Fire
14. Lightning
15. Explosion
16. Aircraft Damage
  - Titres bonus (réédition double CD de 2018)
17. Tuesday #1 / Guylum Bardot Version
18. Boots Again
19. Numb Erone / Inka
20. Tuesday #2 / Smelly Tongues Version
21. Consuelo’s Return
22. Breath and Length Version
23. Numb Erone ‘Live’
24. Spotted Pinto Bean / Tuesday #5
25. 7733 Variations
26. Boots (1977 stereo mix)
27. Numb Erone (1977 stereo mix)
28. Guylum Bardot (1977 stereo mix)
29. Breath And Length (1977 stereo mix)
30. Consuelo's Departure (1977 stereo mix)
31. Smelly Tongues (1977 stereo mix)
32. Rest Aria (1977 stereo mix)
33. Skratz (1977 stereo mix)
34. Spotted Pinto Bean (1977 stereo mix)
35. Infant Tango (1977 stereo mix)
36. Seasoned Greetings (1977 stereo mix)
37. N-ER-GEE (Crisis Blues) (1977 stereo mix)
38. Overlay At High Speed
39. Spotted Pinto Queen
40. Inka Don't Dry
41. Tuesday #3
42. Tuesday #4
43. Poisoned Popcorn
44. N-ER-GEE Crisis Outro
45. 1-10 (With A Touch Of 11) Pt. 1
46. 1-10 (With A Touch Of 11) Pt. 4
47. 1-10 (With A Touch Of 11) Pt. 5
48. 1-10 (With A Touch Of 11) Pt. 6
49. 1-10 (With A Touch Of 11) Pt. 7
50. 1-10 (With A Touch Of 11) Pt. 8